# Condado de Cass (Illinois)
El condado de Cass es un condado estadounidense, situado en el estado de Illinois. Según el censo de los Estados Unidos del 2000, la población es de 13 695 habitantes. La cabecera del condado es Virginia.

## Geografía
Según la Oficina del Censo de los Estados Unidos, el condado tiene un área total de 994 km² (384 millas²). De estas 974 km² (376 mi²) son de tierra y 20 km² (8 mi²) son de agua.

### Colindancias
- Condado de Mason - noreste
- Condado de Menard - este
- Condado de Sangamon - sureste
- Condado de Morgan - sur
- Condado de Brown - oeste
- Condado de Schuyler - noroeste

## Historia
El Condado de Cass se separó del Condado de Morgan en 1837, su nombre es en honor de Lewis Cass, general en la guerra anglo-estadounidense de 1812, gobernador del Territorio de Míchigan y Secretario de Estado de los Estados Unidos en 1860.

## Demografía

Pirámide de edad según el censo del año 2000.

Según el censo del año 2000, hay 13 695 personas, 5347 cabezas de familia, y 3689 familias que residen en el condado. La densidad de población es de 14 hab/km² (38 hab/mi²). La composición racial tiene:
- 86,45% Blancos (No hispanos)
- 8,48% Hispanos (Todos los tipos)
- 0,45% Negros o Negros Americanos (No hispanos)
- 3,34% Otras razas (No hispanos)
- 0,28% Asiáticos (No hispanos)
- 0,82% Mestizos (No hispanos)
- 0,17% Nativos Americanos (No hispanos)
- 0,03 % Isleños (No hispanos)

Hay 5347 cabezas de familia, de los cuales el 32 % tienen menores de 18 años viviendo con ellos, el 55.80 % son parejas casadas viviendo juntas, el 9.2% son mujeres que forman una familia monoparental (sin cónyuge), y 31% no son familias. El tamaño promedio de una familia es de 3.01 miembros.
En el condado el 25,40% de la población tiene menos de 18 años, el 8,4% tiene de 18 a 24 años, el 27,8% tiene de 25 a 44, el 22,7% de 45 a 64, y el 15,7% son mayores de 65 años. La edad media es de 37 años. Por cada 100 mujeres hay 98,7 hombres. Por cada 100 mujeres mayores de 18 años hay 94,7 hombres.
Tabla de la evolución demográfica:
|       | 1900   | 1910   | 1920   | 1930   | 1940   | 1950   | 1960   | 1970   | 1980   | 1990   | 2000   |
| ----- | ------ | ------ | ------ | ------ | ------ | ------ | ------ | ------ | ------ | ------ | ------ |
| TOTAL | 17 222 | 17 372 | 17 896 | 16 537 | 16 425 | 15 097 | 14 539 | 14 219 | 15 084 | 13 437 | 13 695 |

## Economía
Los ingresos medios de un cabeza de familia el condado es de $35 243 y el ingreso medio familiar es $41 653. Los hombres tienen unos ingresos medios de $27 493 frente a $21 781 de las mujeres. El ingreso per cápita del condado es de $16 532. El 12,00% de la población y el 9,20% de las familias están debajo de la línea de pobreza. Del total de gente en esta situación, 15,20% tienen menos de 18 y el 6,70% tienen 65 años o más.
El condado cuenta con 4 aeropuertos, 137 cementerios, 33 iglesias, 2 hospitales, 22 lagos, 9 parques, 3 oficinas postales, 64 escuelas y 20 ríos.

## Ciudades y pueblos
| - Arenzville - Ashland - Beardstown - Chandlerville - Virginia | - Anderson - Bluff Springs - Burlingame - Clear Lake - Hagener | - Jules - Kisch - Little Indian - Newmansville - Old Princeton | - Palmerton - Philadelphia - White City |